# Paternostermeer
Een paternostermeer is een reeks gletsjermeren die met elkaar verbonden worden door een enkele rivier of een vlechtende rivier. De naam is afgeleid van het Latijnse woord voor het Onzevader. Paternostermeren vertonen namelijk gelijkenis met rozenkransen, waarbij afwisselende gebedskralen zijn verbonden middels een koord of snoer.

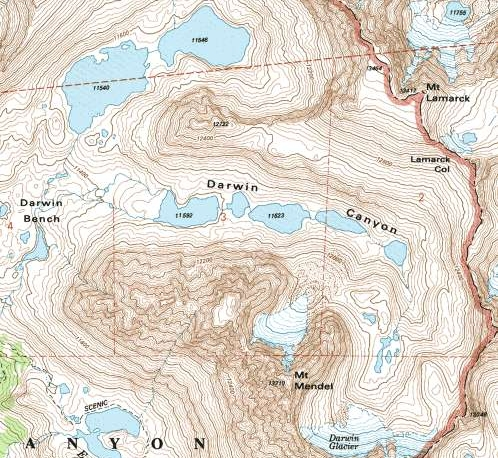
Paternostermeren in de Darwin-Canyon, in de Californische John Muir Wilderness

Paternostermeren worden gevormd door erosie van gletsjers en komen veel voor in bergachtige gebieden die bedekt zijn met ijs.
In de Amerikaanse Sierra Nevada zijn veel paternostermeren gelegen.

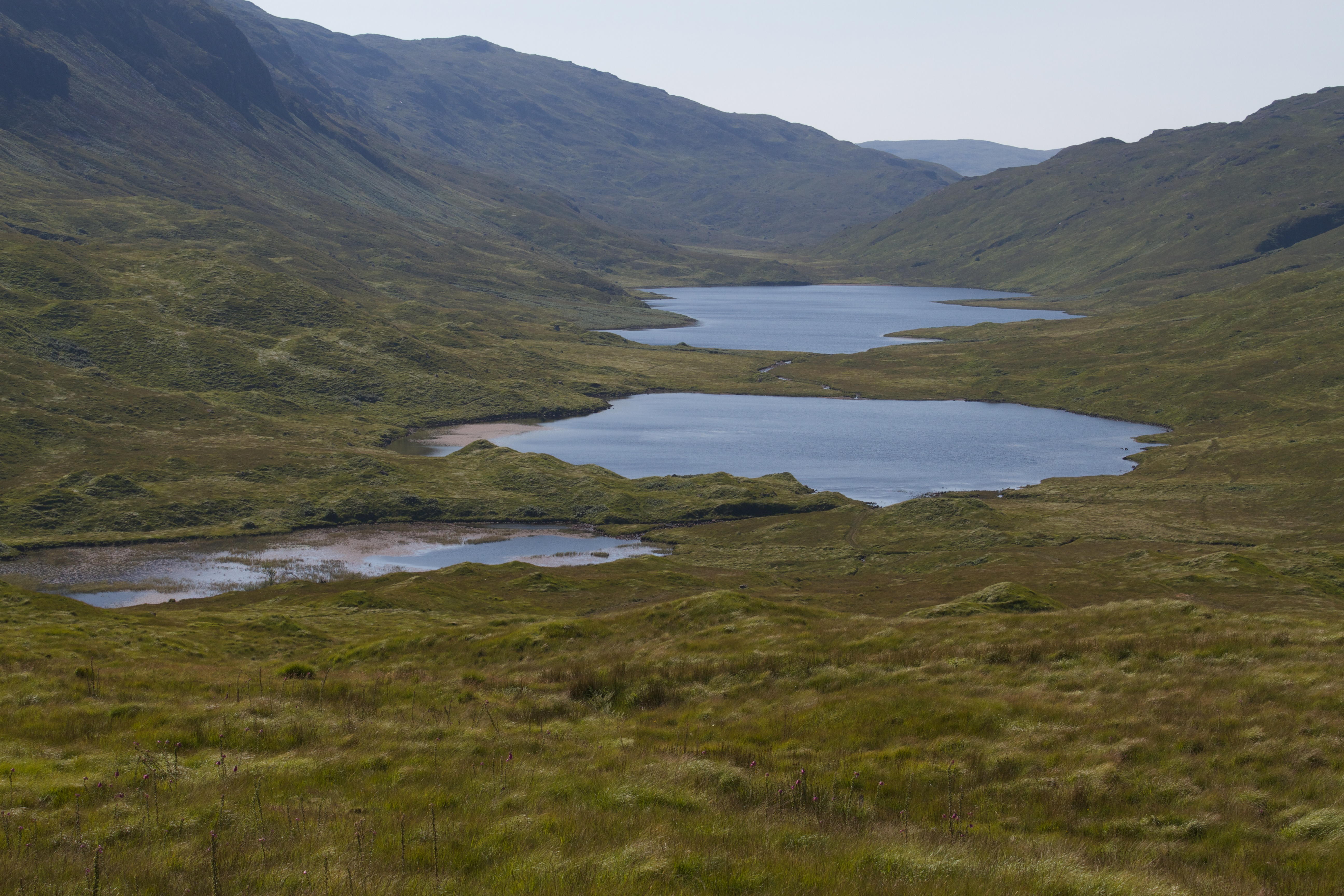
Drie onderling verbonden paternostermeren op het Schotse eiland Mull